# Думбрава (Молдова)
Думбра́ва (рум. Dumbrava) — село в Молдавии, в составе сектора Боюканы муниципия Кишинёв. Думбрава расположена к югу от Трушен и Ватры и к северо-западу от Дурлешт. Из Кишинёва до Думбравы можно добраться на микроавтобусах № 126, № 129, № 193.